# Verbascoside
Verbascoside es un feniletanoides (con hidroxitirosol) y un fenilpropanoides (con ácido cafeico) éster de azúcar.

## Aparición natural
Verbascoside se puede encontrar en las especies en del orden Lamiales  (en la familia Scrophulariaceae, Verbascum phlomoides, Verbascum mallophorum, o familia Buddlejaceae Buddleja globosa o  Buddleja cordata, en la familia Bignoniaceae, Pithecoctenium sp y Tynanthus panurensis, en la familia Orobanchaceae, Cistanche sp y Orobanche rapum-genistae y en Plantaginaceae Plantago lanceolata). También es aislado de Verbena officinalis and Lantana camara (Verbenaceae). También puede ser producido en cultivos de células de plantas de Leucosceptrum sp (Lamiaceae) y Syringa sp (Oleaceae).
Derivados de verbascósido se pueden encontrar en Verbascum undulatum y en Verbascum sp.

## Efectos sobre la salud
Verbascoside tiene una actividad antimicrobiana, en particular contra Staphylococcus aureus. También puede tener propiedades antiinflamatorias.